# Distretto di Fandriana
Il distretto di Fandriana è un distretto del Madagascar situato nella regione di Amoron'i Mania. Ha per capoluogo la città di Fandriana.
La popolazione del distretto è di 191 032 abitanti (censimento 2011).